# Кухня Сан-Томе и Принсипи
Кухня Сан-Томе и Принсипи сформировалась как смесь африканских и португальских кулинарных традиций с местными особенностями.

## Основные блюда и продукты
Сан-Томе и Принсипи является островным государством, и по состоянию на 2003 год только 8,33 % его земли было пахотной. Страна не самодостаточна в производстве продовольствия, особенно мяса и зерновых. Значительную часть пищи приходится импортировать. На островах развита рыбная промышленность, поэтому рыба и морепродукты занимают видное место в национальной кухне.
Внутри страны выращивается домашняя птица, и различные рагу из нее достаточно распространены.
Основой местной пищи являются кукуруза, бобы, бананы, плоды хлебного дерева, таро и пальмовое масло. Широко применяются пряности и тропические фрукты. Кофе и какао выращиваются как для внутреннего употребления, так и на экспорт.
Помимо кофе и какао, распространены кокосовая вода и различные прохладительные напитки, а из спиртного — пиво, пальмовое вино и крепкий алкоголь из сахарного тростника. Виноградное вино импортируется из Португалии.
Десерты обычно готовятся на основе кокосов и шоколада.

## Интересные факты
- Одна из местных кулинарных традиций — готовить пищу с утра не только для завтрака, но и для ужина, а вечером подогревать.
- Кофе в кухне Сан-Томе и Принсипи применяется не только для приготовления напитка, но также в качестве приправы и для соусов.